# Millennium Bridge (London)

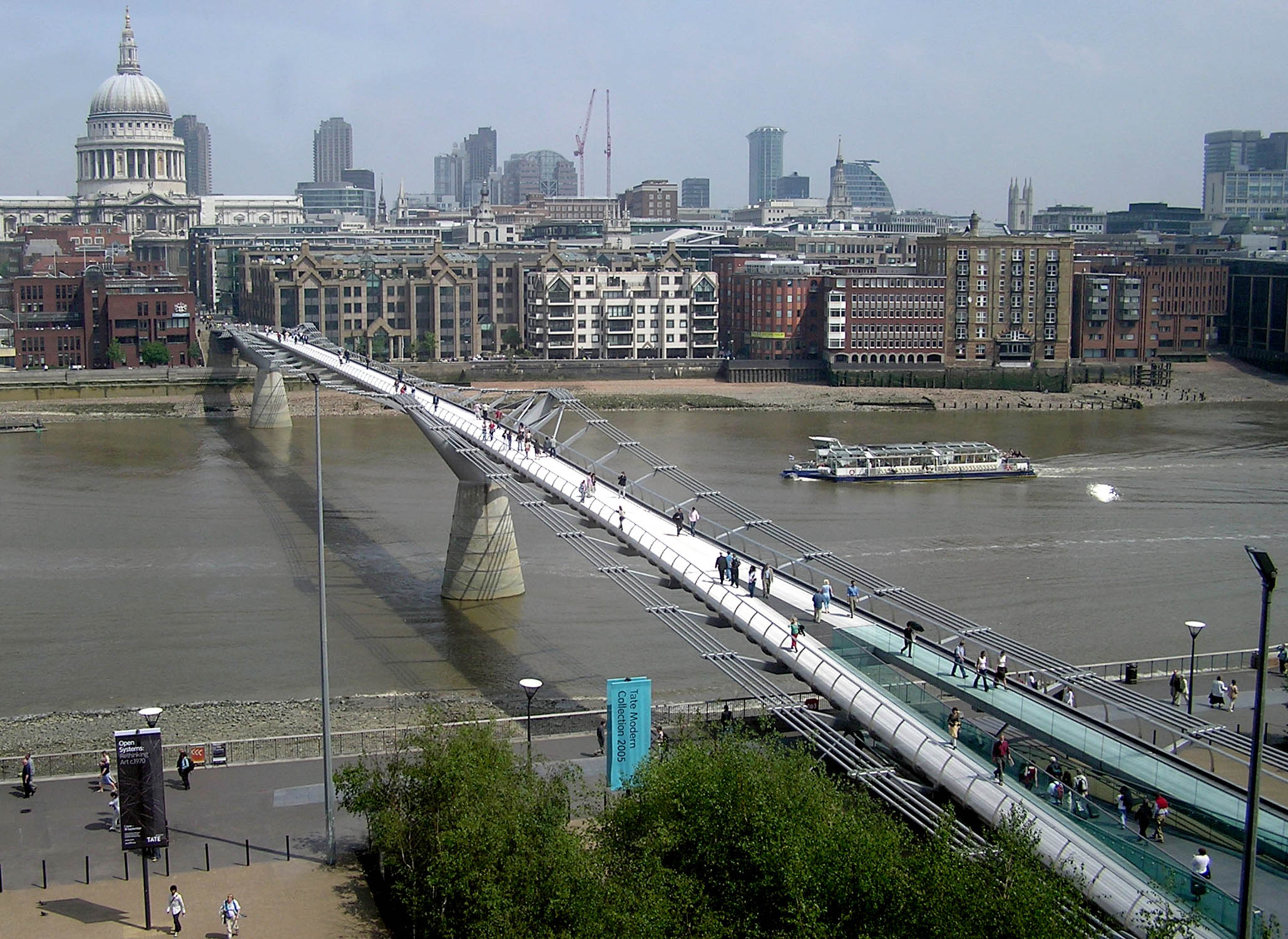
Millennium Bridge mit City of London

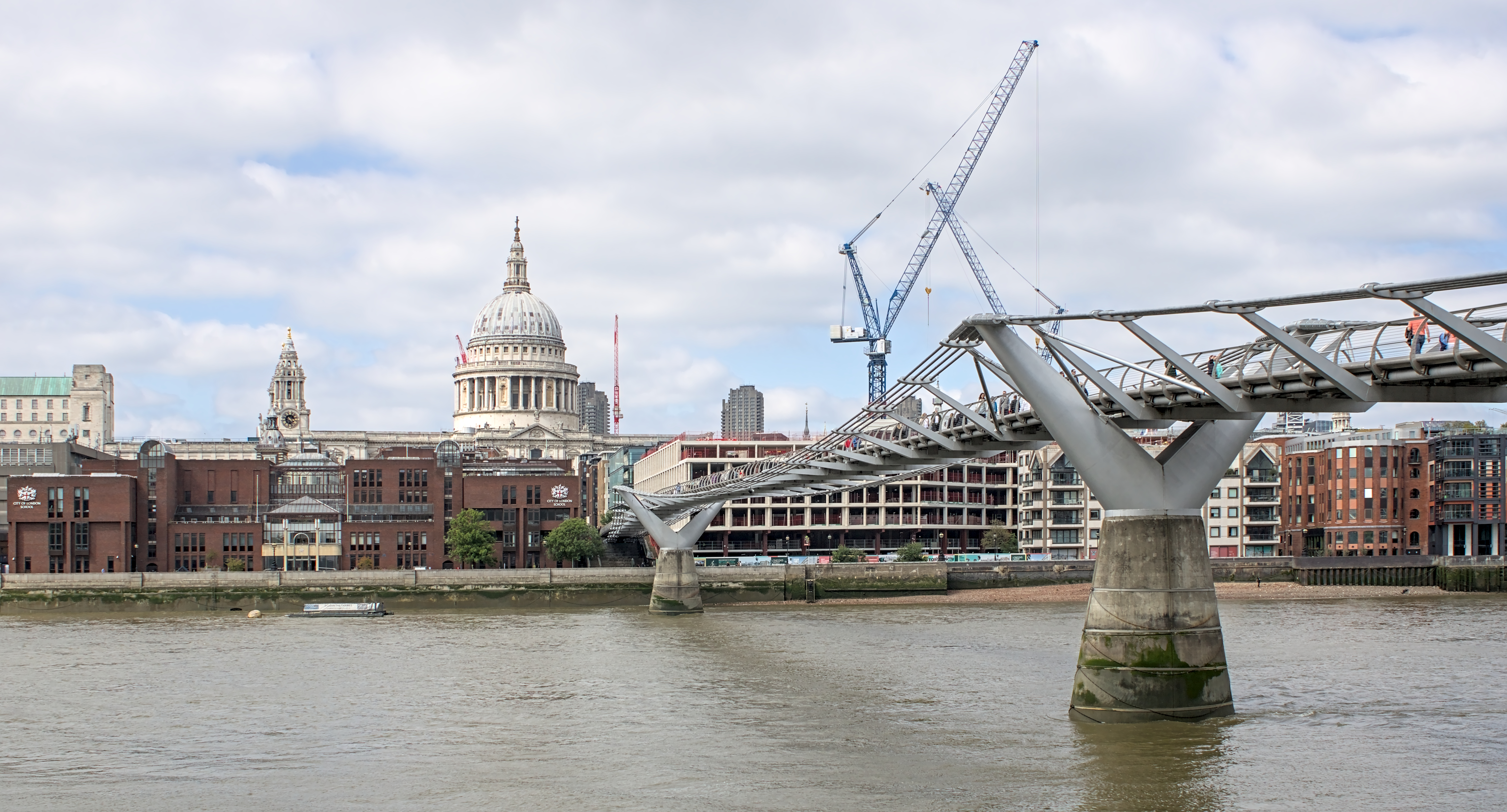
Ansicht vom Südufer mit St Paul’s Cathedral

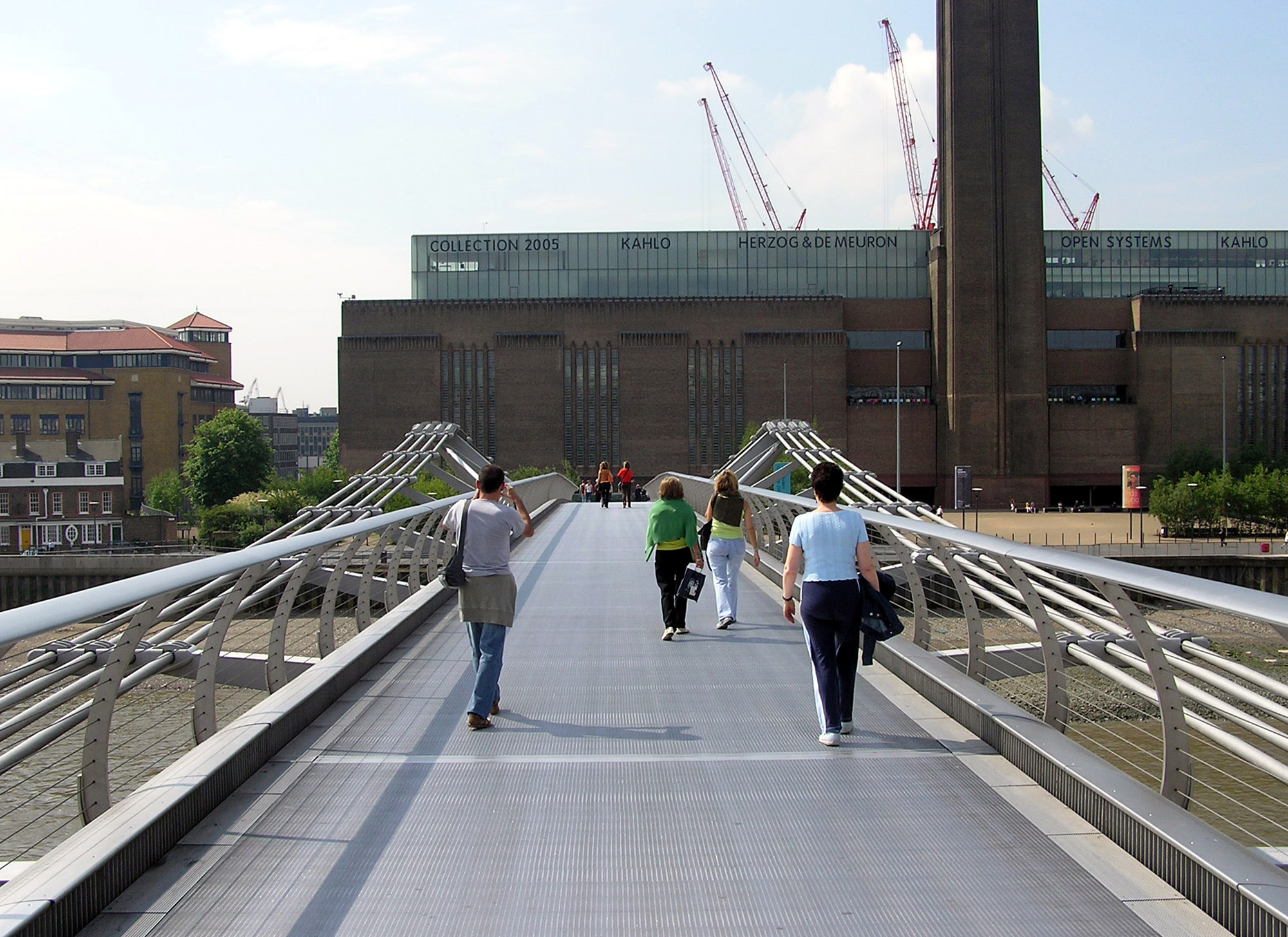
Auf dem Weg zur Tate Modern

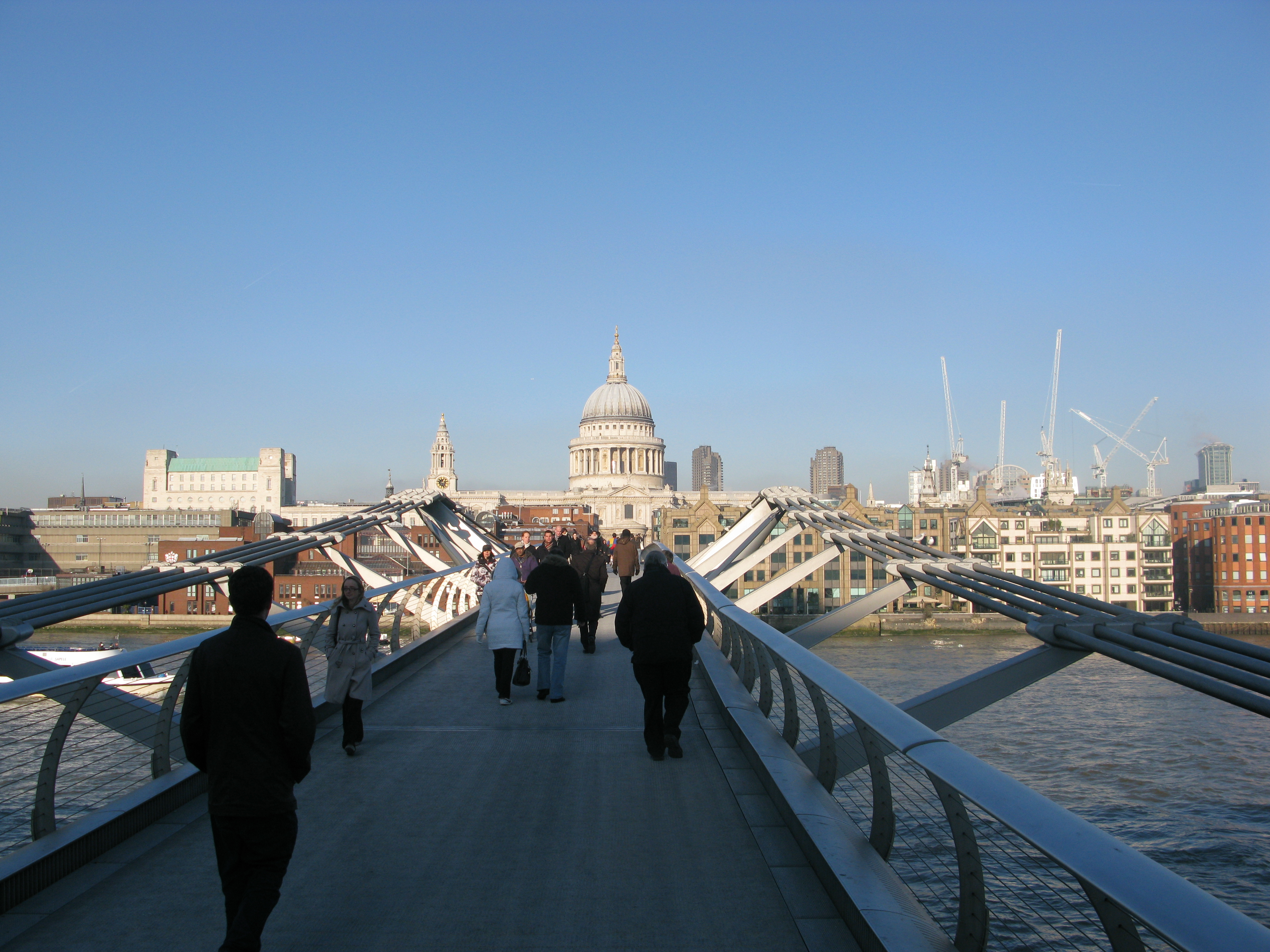
Auf dem Weg zur St Paul’s Cathedral

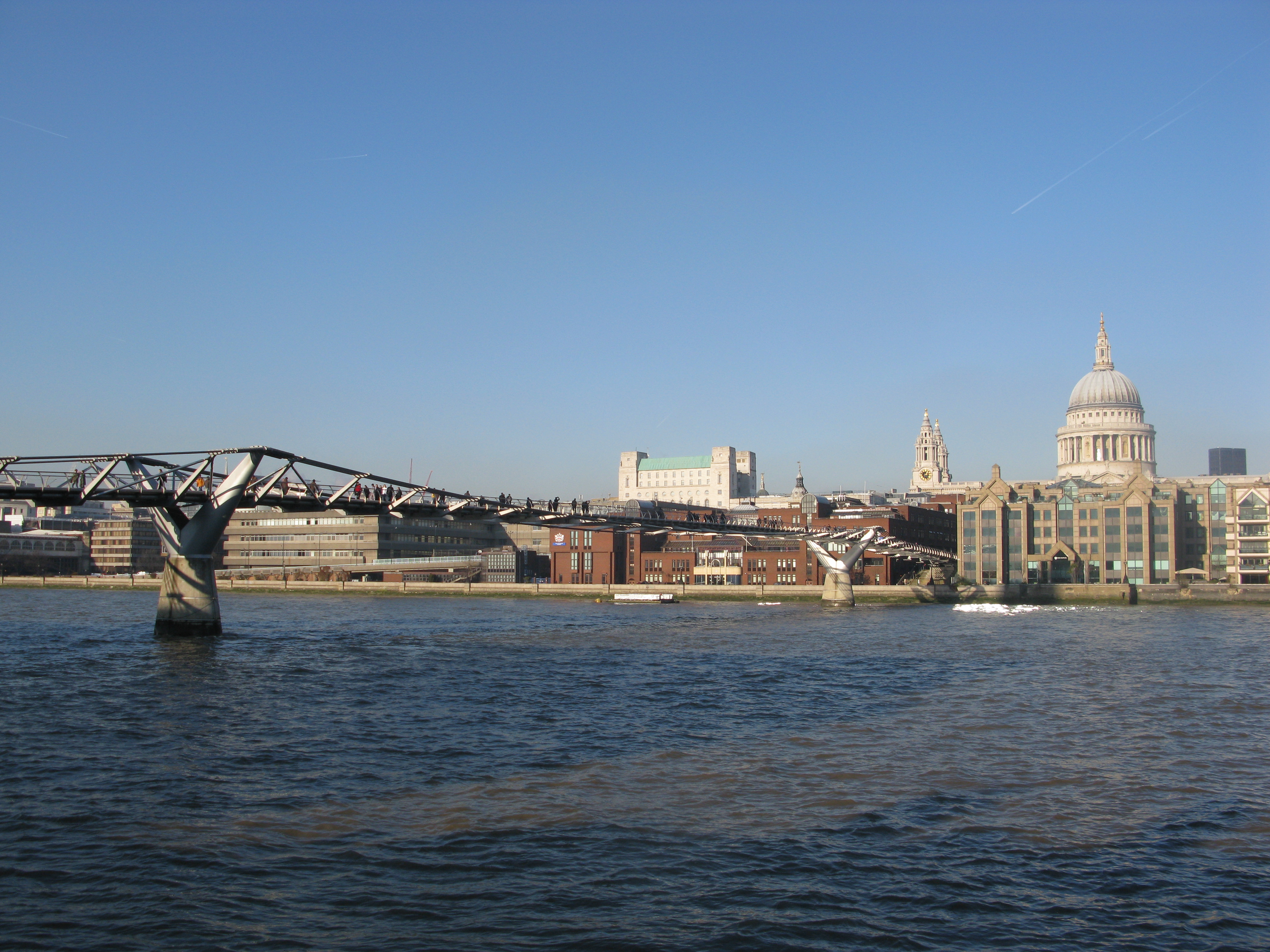
Millennium Bridge und St Paul’s Cathedral

Die Millennium Bridge ist eine Fußgängerhängebrücke über die Themse in London. Sie verbindet die City of London auf der Nordseite mit dem Stadtteil Southwark im Stadtbezirk London Borough of Southwark auf der Südseite. Die Brücke ist im Besitz von Bridge House Estates, einer Wohlfahrtsorganisation der City of London Corporation.
Am nördlichen Ende der Brücke befinden sich die St Paul’s Cathedral und die City of London School, am südlichen Ende das Tate Modern, das Globe Theatre und die Bankside Gallery. Die erdverankerte Hängebrücke ist so ausgerichtet, dass man vom südlichen Ufer aus einen uneingeschränkten Blick auf die St Paul’s Cathedral genießt.

## Entwurf
1996 veranstaltete die Stadtbezirksverwaltung von Southwark einen Architekturwettbewerb. Das siegreiche Projekt stammte von Norman Foster (Entwerfer), Arup (Ingenieurbüro), Chris Wise (Ingenieur bei Arup für die ursprünglichen Pläne) und Anthony Caro. Wegen der Beschränkung der Höhe und um die Aussicht zu verbessern, befinden sich die Tragseile neben dem Fußweg, wodurch die Hängebrücke ungewöhnlich flach erscheint. Die Brücke steht auf zwei Säulen und besitzt drei Sektionen mit einer Länge von 81, 144 und 108 Meter (von Nord nach Süd); die gesamte Länge der Brücke beträgt 325 Meter. Die acht Tragseile können ein Gewicht von 2000 Tonnen tragen, dadurch können sich gleichzeitig 5000 Personen auf der Brücke aufhalten.

## Geschichte
Die Vorarbeiten begannen im Juli 1998, die Hauptarbeiten am 28. April 1999. Die Brücke kostete 18,2 Millionen Pfund (2,2 Millionen über dem Budget) und wurde am 10. Juni 2000 mit zwei Monaten Verspätung eröffnet. Nur zwei Tage später musste sie wegen unkontrollierten heftigen Schwankens wieder für den Publikumsverkehr geschlossen werden. Dabei handelte es sich im Wesentlichen um seitliche Bewegungen. Die vertikalen Bewegungen blieben dagegen im vorausberechneten Rahmen. Die Brücke bekam daraufhin von den Einwohnern Londons den Spitznamen The wobbly bridge (Wackelbrücke).
Umfangreiche theoretische Untersuchungen und praktische Tests ergaben folgende Erklärung:
Die erste Eigenfrequenz für Querschwingungen der Brücke liegt bei etwa 1 Hertz. Daher ist es für Fußgänger durchaus möglich, sie zum Schwingen anzuregen. Im Allgemeinen laufen Personen auf einer Brücke nicht im Gleichschritt. Wenn jedoch zufällig die Brücke einmal in Querschwingungen gerät, passen sich die Menschen dieser Schwingung an und versuchen, diese durch ihre eigene Bewegung auszugleichen, etwa so, wie ein Seemann sich auf einem schwankenden Schiff bewegt. Damit bewegen sie sich gleichförmig und verstärken so die Schwingung. Dies geschieht weitgehend unbewusst. Erst wenn die Schwingungen so groß geworden sind, dass sie als unangenehm oder bedrohlich empfunden werden, bleiben die Menschen stehen und halten sich, wenn möglich, am Geländer fest. Dadurch hört die Schwingung wieder auf.
Zur Sanierung baute man in den folgenden zwei Jahren ein spezielles Dämpfersystem in die Millennium Bridge ein. Dieses besteht im Wesentlichen aus unter einigen Brückenfeldern diagonal verlegten Dämpfern und insgesamt 58 Schwingungstilgern, die horizontal und vertikal mit der Brücke verbunden wurden. Die Nachrüstung der Brücke verursachte Kosten in Höhe von 5 Millionen Pfund. Die Arbeit an den Korrekturen bei Arup leitete Tony Fitzpatrick.
Am 22. Februar 2002 wurde die Millennium Bridge wieder für den Publikumsverkehr geöffnet. Die Erfahrungen mit dem unerwarteten „Eigenleben“ der Brücke führten zu umfassenden Nachuntersuchungen anderer Brückenkonstruktionen, da man den Horizontalschwingungen in dieser Form im Brückenbau bis zum Jahr 2000 nicht ausreichend Beachtung geschenkt hatte.
Im März 2008 wurde die Millennium Bridge für zwei Tage gesperrt, um Dreharbeiten für den Film Harry Potter und der Halbblutprinz durchzuführen; im Film wird die Brücke zerstört.